# Tarasa latearistata
Tarasa latearistata är en malvaväxtart som beskrevs av Antonio Krapovickas. Tarasa latearistata ingår i släktet Tarasa och familjen malvaväxter. Inga underarter finns listade i Catalogue of Life.